# Mezőlivádia
Mezőlivádia románul: Livadia, település Romániában, Erdélyben, Hunyad megyében.

## Fekvése
Hátszegtől délkeletre, Puj és Kisbár közt fekvő település.

## Története
Mezőlivádia, Livád nevét 1453-ban p. utraque Lywad néven említette először oklevél.    
1493-ban p. Mezlewlewacz, Lewad, Mezlewlewach, 1501-ben p. Mezewlywadza, 1733-ban Livada, 1750-ben Livadye, 1760–1762 között Mező Livadgye, 1808-ban Livágya, Livádia, 1861-ben Livádia, 1913-ban Mezőlivádia néven írták.    
1453-ban Déva vára tartozéka volt, birtokosai a Borbátviziek voltak.
A trianoni békeszerződés előtt Hunyad vármegye Puji járásához tartozott.
1910-ben 859 lakosából 72 magyar, 779 román volt. Ebből 31 római katolikus, 794 görögkatolikus, 15 református volt.

## Források

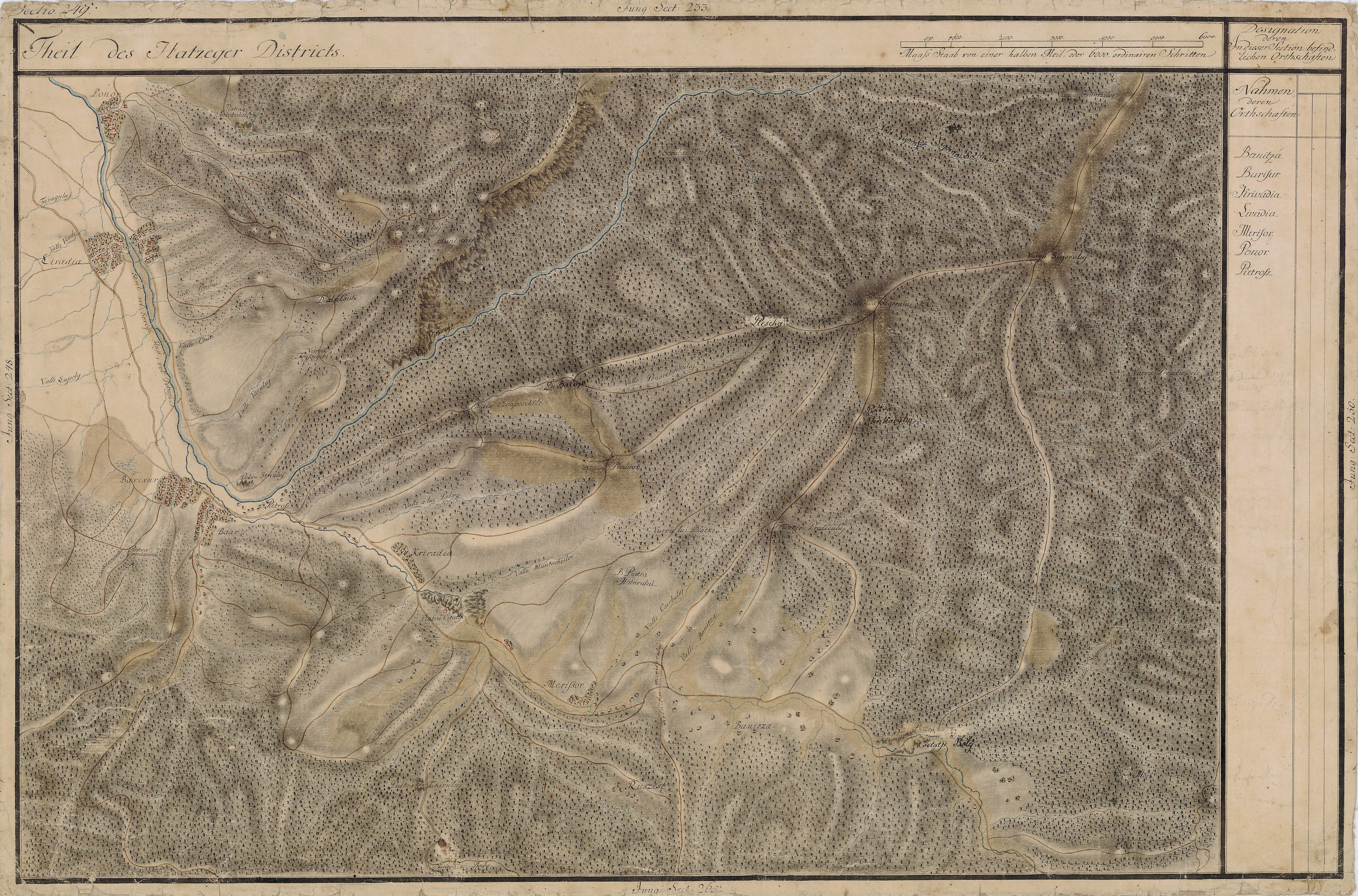
Mezőlivádia egy régi térképen